# Département de la Lékié
Département de la Lékié är ett departement i Kamerun.   Det ligger i regionen Centrumregionen, i den sydvästra delen av landet, 40 km norr om huvudstaden Yaoundé.